# Barth (stad)

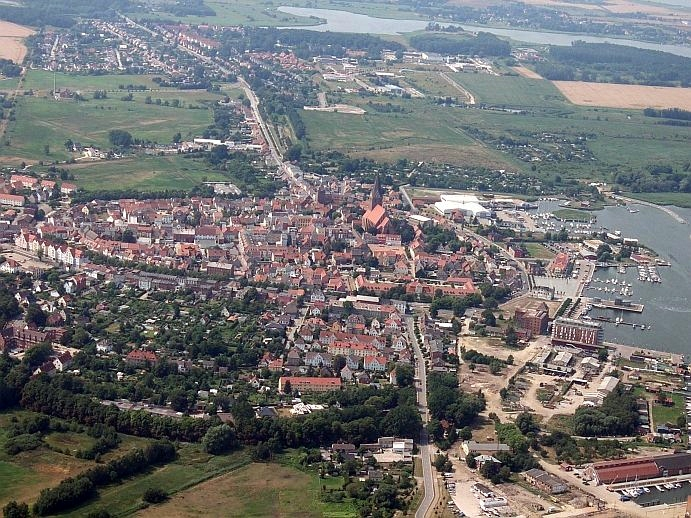

Barth is een stad in de Duitse deelstaat Mecklenburg-Voor-Pommeren. De gemeente maakt deel uit van de Landkreis Vorpommern-Rügen.
Barth telt 8.609 inwoners.
Door de gemeente stroomt de rivier Nagold.

## Bezienswaardigheden
- St. Marien Kirche
- Windjammer Museum (zeilschepen)
- Vineta Museum (de legendarische stad Vineta of Jomsburg, een vikingnederzetting die in 1170 zou verwoest zijn door de Denen. Barth wordt soms geïdentificeerd met het nooit teruggevonden Vineta)

## Partnergemeenten
Barth heeft een samenwerkingsverband met de gemeenten:
- Bremervörde
- Simrishamn ( Zweden)
- Kołobrzeg ( Polen)

## Verkeer en vervoer

### Wegverkeer
De L21 loopt vanaf Stralsund via Barth naar het schiereiland Fischland-Darß-Zingst.
Via de L23 is Barth verbonden met Löbnitz, waar de B105 doorheen loopt.

### Openbaar vervoer
Barth heeft treinverbindingen via Velgast met Rostock - Schwerin - Hamburg en Stralsund - Greifswald - Neubrandenburg - Berlijn.
Bussen rijden naar Ribnitz-Damgarten, Lüdershagen, Löbnitz, Stralsund en het schiereiland Fischland-Darß-Zingst.

### Vliegveld
Het vliegveld van Barth werd in 1936 door de Luftwaffe aangelegd. Hier werden toen de Heinkel vliegtuigen gefabriceerd.
Na de Tweede Wereldoorlog werd het vliegveld ontmanteld totdat alleen de startbanen er nog lagen. Van 1958 tot 1975 werd het vliegveld gebruikt voor binnenlandse vluchten naar Dresden, Leipzig, Erfurt en Berlijn. Daarna werd het vooral gebruikt als basis voor sproeivliegtuigen.
Tussen 2010 en 2012 werd het vliegveld (officiële naam "Ostseeflughafen Stralsund-Barth") uitgebreid en gemoderniseerd met een nieuwe terminal, kreeg het een verkeerstoren en werd de start-/landingsbaan verlengd tot 1450 meter.
Ahrenshagen-Daskow ·
Ahrenshoop ·
Altefähr ·
Altenkirchen ·
Altenpleen ·
Baabe ·
Bad Sülze ·
Barth ·
Bergen auf Rügen ·
Binz ·
Born auf dem Darß ·
Breege ·
Buschvitz ·
Dettmannsdorf ·
Deyelsdorf ·
Dierhagen ·
Divitz-Spoldershagen ·
Dranske ·
Drechow ·
Dreschvitz ·
Eixen ·
Elmenhorst ·
Franzburg ·
Fuhlendorf ·
Garz/Rügen ·
Gingst ·
Glewitz ·
Glowe ·
Grammendorf ·
Gransebieth ·
Gremersdorf-Buchholz ·
Grimmen ·
Groß Kordshagen ·
Groß Mohrdorf ·
Gustow ·
Göhren ·
Insel Hiddensee ·
Hugoldsdorf ·
Jakobsdorf ·
Karnin ·
Kenz-Küstrow ·
Klausdorf ·
Kluis ·
Kramerhof ·
Kummerow ·
Lancken-Granitz ·
Lietzow ·
Lindholz ·
Lohme ·
Löbnitz ·
Lüdershagen ·
Lüssow ·
Marlow ·
Millienhagen-Oebelitz ·
Mönchgut ·
Neu Bartelshagen ·
Neuenkirchen ·
Niepars ·
Pantelitz ·
Papenhagen ·
Parchtitz ·
Patzig ·
Poseritz ·
Preetz ·
Prerow ·
Prohn ·
Pruchten ·
Putbus ·
Putgarten ·
Ralswiek ·
Rambin ·
Rappin ·
Ribnitz-Damgarten ·
Richtenberg ·
Saal ·
Sagard ·
Samtens ·
Sassnitz ·
Schaprode ·
Schlemmin ·
Sehlen ·
Sellin ·
Semlow ·
Splietsdorf ·
Steinhagen ·
Stralsund ·
Sundhagen ·
Süderholz ·
Trent ·
Tribsees ·
Trinwillershagen ·
Ummanz ·
Velgast ·
Weitenhagen ·
Wendisch Baggendorf ·
Wendorf ·
Wieck auf dem Darß ·
Wiek ·
Wittenhagen ·
Wustrow ·
Zarrendorf ·
Zingst ·
Zirkow